# Buchnera integrifolia
Buchnera integrifolia är en snyltrotsväxtart som beskrevs av Larranaga. Buchnera integrifolia ingår i släktet Buchnera och familjen snyltrotsväxter. Inga underarter finns listade i Catalogue of Life.